# 杨春和 (盐岩力学专家)
杨春和（1962年1月—），江西丰城人，中国科学院武汉岩土力学研究所研究员，岩土力学国家重点实验室副主任，教育部长江学者特聘教授，中国工程院院士。

## 生平
1979年毕业于江西丰城荣塘高中。1983年毕业于江西冶金学院采矿系。1986年毕业于中国科学院武汉岩土力学研究所，获硕士学位。
1999年毕业于美国内华达大学，获地质工程博士学位。